# Rushford Village
Rushford Village is een plaats (city) in de Amerikaanse staat Minnesota, en valt bestuurlijk gezien onder Fillmore County.

## Demografie
Bij de volkstelling in 2000 werd het aantal inwoners vastgesteld op 714.
In 2006 is het aantal inwoners door het United States Census Bureau geschat op 778, een stijging van 64 (9,0%).

## Geografie
Volgens het United States Census Bureau beslaat de plaats een oppervlakte van
87,1 km², waarvan 86,5 km² land en 0,6 km² water.

## Plaatsen in de nabije omgeving
De onderstaande figuur toont nabijgelegen plaatsen in een straal van 20 km rond Rushford Village.